# 馬性魯
馬性魯（1469年—1528年），字進之，號碧溪，應天府溧陽縣人，官籍，明朝政治人物。

## 生平
弘治二年（1489年）己酉科應天府鄉試第三名舉人。正德六年（1511年）中式辛未科會試第五名，登第三甲第五名進士。任兵科給事中。因事降平阳县丞。正德十三年（1518年），升顺昌縣知县，重建双峰书院。再升河南汝州知州。嘉靖间，升任雲南尋甸府知府。因土酋反叛事件遭查办，不久感染瘴气，在當地病卒。

## 著作
馬性魯任順昌知縣期間，以旧志为基，删繁補缺，历时三年，纂成正德《顺昌邑志》。

## 家族
曾祖馬信可；祖父馬公輔，贈徵仕郎；父馬□，曾任□。母王氏（封孺人）。永感下。
子馬一龍，嘉靖戊子解元，丁未進士。